# 北马其顿签证政策

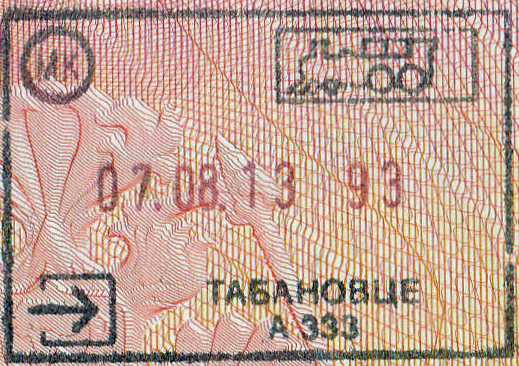
北马其顿入境章

访问北马其顿需要获得一个签证。北马其顿的签证政策类似申根区的签证政策，旅客到达时需要确保持有有效期3个月以上的护照，并且出示住宿预订记录。

## 签证政策地图

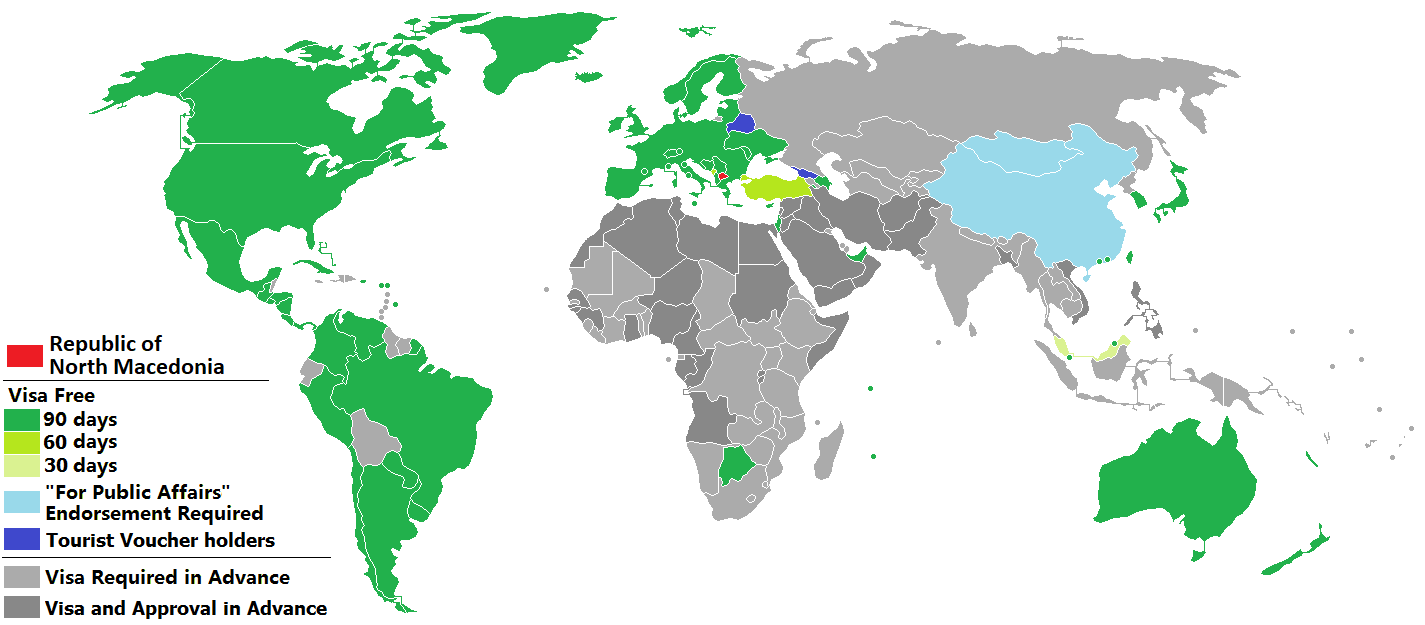

## 免签证
以下83个国家或地区的公民可以免签证进入北马其顿：
| 90天 - 每180天内90天 - 欧洲联盟 ID \| - 阿尔巴尼亚ID - 安道尔 - 安地卡及巴布達 - 阿根廷T - 巴哈马 - ID - 巴西 - 加拿大 - 智利 - 哥伦比亚 - 古巴 - 薩爾瓦多 \| - 香港 - 冰島 - 以色列 - 日本 - 科索沃ID - 列支敦斯登ID - 澳門 - 马来西亚 - 模里西斯 - 墨西哥 - 摩尔多瓦 - 摩納哥 - 蒙特內哥羅ID - 新西兰 - 尼加拉瓜 - 挪威ID - 巴拿马 - 巴拉圭 \| - 秘魯T - 圣基茨和尼维斯 - 圣马力诺 - 塞舌尔 - 塞爾維亞ID - 新加坡 - 瑞士ID - 臺灣 - 土耳其 - 乌克兰 - 阿联酋 - 英国# - 美国 - 乌拉圭 - 梵蒂冈 - 委內瑞拉 \| \| | | |  |
| - 阿尔巴尼亚ID - 安道尔 - 安地卡及巴布達 - 阿根廷T - 巴哈马 - ID - 巴西 - 加拿大 - 智利 - 哥伦比亚 - 古巴 - 薩爾瓦多 | - 香港 - 冰島 - 以色列 - 日本 - 科索沃ID - 列支敦斯登ID - 澳門 - 马来西亚 - 模里西斯 - 墨西哥 - 摩尔多瓦 - 摩納哥 - 蒙特內哥羅ID - 新西兰 - 尼加拉瓜 - 挪威ID - 巴拿马 - 巴拉圭 | - 秘魯T - 圣基茨和尼维斯 - 圣马力诺 - 塞舌尔 - 塞爾維亞ID - 新加坡 - 瑞士ID - 臺灣 - 土耳其 - 乌克兰 - 阿联酋 - 英国# - 美国 - 乌拉圭 - 梵蒂冈 - 委內瑞拉 |  |

- ID – 可以使用本国身份证入境[5][6]
- T - 免签证仅面向旅游目的
- # – 对于英国，仅英国公民、直布罗陀的英国海外领土公民以及持有居留权证明书的英籍人士可享受免签证待遇

其他：
- 持有有效的申根区C类多次入境签证者，持有欧盟成员国或申根协定签署国的临时/永久居留许可者，可免签证进入北马其顿最长15天。[7][8][9]
- 持有有效的英国、加拿大或美国签证者可以免签证进入北马其顿最长15天。（2023年1月1日至2024年12月31日的临时政策）[10][11]
- 持有联合国旅行文件者无需签证。
- 以下国家的公民，如以旅行目的进入北马其顿并持有一个旅行券或通过旅行社参加旅行团，可享受免签证待遇。[1]

| - 白俄羅斯 - 俄羅斯 |

## 外交或公务护照
持有以下国家外交或公务护照者可免签证进入北马其顿。
| - 白俄羅斯 - 中國 - 印度（仅外交护照） | - 伊朗 - 印度尼西亞 - 蒙古国 - 秘魯 |  |